# ТЕС Mittelsburen
53°7′44.7″ пн. ш. 8°41′4.5″ сх. д. / 53.129083° пн. ш. 8.684583° сх. д.
ТЕС Mittelsburen — теплова електростанція на північному заході Німеччини у місті Бремен, споруджена за технологією комбінованого парогазового циклу.
Тендер на створення потужного енергоблоку на природному газі оголосили у 2009 році. Розпочатий будівництвом у 2011-му, він був введений в комерційну експлуатацію наприкінці 2016-го. При цьому в його складі встановили турбіни компанії General Electric: газову 9001FB та парову 109A-17, які разом видають потужність у 445 МВт.
165 МВт потужності енергоблоку заброньовані за одним із власників проекту компанією Deutsche Bahn (залізниця).
Вартість спорудження енергоблоку становить 300 млн євро.